# Power-on Self Test
Power-on Self Test (POST) är ett av de första test en dator (eller till exempel en router) utför efter den startats. De kollar då bl.a. så att följande komponenter fungerar korrekt/är närvarande:
- Minne
- Grafikkort
- BIOS

Om något av ovanstående komponenter ej fungerar som väntat kommer en speciell felkod genereras. Denna felkod består i dagens datorer oftast av en speciell sekvens pip. Detta kallas ofta "BIOS beepcode". Ett kort pip betyder oftast att inget vitalt fel hittats och att datorn kommer fortsätta boota. POST är det första steget av en generell process som kallas Initial Program Load (IPL), booting, eller bootstrapping.
Innan BIOS kör igång en POST identifieras orsaken till att en POST ska köras. Orsakerna kan vara bl.a. uppstart, omstart eller uppvaknande från strömsparläge. Beroende på orsaken körs olika komplexa tester, där de minst komplexa och därmed snabbaste testerna duger till en omstart, medan samtliga tester måste köras vid en (kall) uppstart.